# حامد حسن معروف
حامد حسن معروف (يناير 1915 - 2 يوليو 1999)؛ شاعر وأديب وباحث سوري، عُرف بلقب «سنديانة الشعر». وهو مؤلف النشيد العام لجامعة الدول العربية في عام 1948. وضعت قصيدةٍ فقهية له في قاعة الشرف في الجامع الأموي في دمشق بأمر من الرئيس السوري السابق حافظ الأسد، بينما وضعت بقية القصيدة في باحة الجامع، وقد كُتبت أبيات القصيدة بماء الذهب.

## حياته
من مواليد يناير 1915 في قرية حبسو التابعة لمنطقة الدريكيش في محافظة طرطوس السورية، تلقى تعليمه في اللاييك بطرطوس، وفي كلية القديس يوسف (الآداب العربية المدرسية). وعمل في حقل التعليم 18 عامًا، فدرس اللغة العربية وآدابها في الدريكيش، وأصبح مديرًا للثانوية الأرثوذكسية في «السودا - طرطوس». وأصدر مجلة النهضة بالاشتراك مع الدكتور وجيه محيي الدين عام 1938 في طرطوس، وعين في لجنة الشعر في المجلس الأعلى للآداب والفنون والعلوم الاجتماعية في دمشق. انتقل عام 1936 من وزارة التعليم إلى وزارة الثقافة والإرشاد القومي السورية، فعمل في المراكز الثقافية وفي مديرية التأليف والنشر. وأحيل عام 1975 إلى التقاعد للشعر والبحث . بدأ النشر في ثلاثينيات القرن العشرين، ووضع نشيد جامعة الدول العربية عام 1948. وهو عضو جمعية الشعر، وترأس فرع اتحاد الكتاب العرب في طرطوس لسنوات عديدة.
<

## أعماله

### الشعر
- ثورة العاطفة - شعر (أربعة أجزاء) - طرابلس، لبنان 1939.
- المهوى السحيق - تمثيلية شعرية - طرابلس، لبنان 1942.
- عبق - شعر - دمشق 1960.
- أضاميم الأصيل - شعر - دمشق 1968.
- كرز وجوع - شعر .
- المجموعة الكاملة (المجلد الأول - قصائد الرثاء ) ٢٠٠٣ م.

### أوبريتات
- أفراح الريف - أوبريت 1964.
- الريف الثائر - أوبريت 1965.

### مسرحيات
- الخنساء- مسرحية 1968.

### دراسات
- في سبيل الحقيقة والتاريخ - دراسة- الأرجنتين 1945.
- المكزون السنجاري بين الامارة والشعر والفلسفة والتصوف - أربعة أجزاء -دراسة -.
- صالح العلي ثائرًا وشاعرًا - دراسة ومختارات - دمشق 1974.
- الشعر بنية وتشريحًا - دراسة مؤسسة الوحدة - دمشق 1987.
- الجمالية في الشعر العربي .

## وفاته
توفي في 2 يوليو 1999، ودفن في مسقط رأسه، في قرية حبسو في منطقة الساحل السوري.